# الفلتة 3 (مسلسل)
الفلتة الجزء الثالث مسلسل كوميدي كويتي أنتج 2013 وعرض في 7 يناير 2014.

## نبذة عن المسلسل
أفكار وقضايا متنوعة، تلامس واقع المجتمع الخليجي، تقدمها باقة من أبرز نجوما الكوميديا الخليجية في قالب ساخر، يعود بها النجوم «طارق العلي» و«عيسى العلوي» لصناعة الضحك كما في الجزأين الماضيين، حيث تعود عائلة حمود المداوي والمكونة من زوجته أم خليفة «منى شداد» وابنه خليفة «سلطان الفرج»، وقماشة زوجة خليفة «منى العميري» والخادم «مبارك المانع»؛ لمواقفها الاجتماعية التي تعبر عن مشاكل «الفريج» المتواضعة، وتعبر عن طبيعة العلاقات الإنسانية بين أهله البسطاء.
«الفلتة» حلقات منفصلة متصلة، تتمحور أحداثها حول شخصية «أبو خليفة» الرجل الطيب الذي يعمل بمهنة الطب الشعبي وعلاج الناس بالأعشاب، حيث يقصدونه من الداخل والخارج، وهو شخصية اجتماعية محبة للناس، لكن نصائحه وتصرفاته تسبب لصاحبها المشاكل التي تتولد عنها مواقف كوميدية مغرقة في الضحك!.. استعدوا لليالي طويلة من الابتسامة العريضة مع حلقات الفلتة 3.

## طاقم العمل
- طارق العلي.
- منى شداد.
- نورة العميري.
- مبارك المانع.
- سلطان الفرج.
- هاني الطباخ.
- سلطان العلي

### ضيوف الحلقات
- حبيب الحبيب.
- حسن البلام.

## وصلات خارجية
- حلقات مسلسل الفلتة 3.